# 우니베르시타트역
우니베르시타트역은 스페인 바르셀로나 시의 철도역이다.

## 역 주변
- 바르셀로나 대학교